# Општина Бобичешти (Олт)
Бобичешти (рум. Bobiceşti) општина је у Румунији у округу Олт.
Oпштина се налази на надморској висини од 140 m.